# خفاش میوه‌خوار کلاه‌سیاه
خفاش میوه‌خوار کلاه‌سیاه (نام علمی: Chironax melanocephalus) نام یک گونه از تیره خفاش میوه‌خوار است.